# Alois Frey
Alois Wendelin Frey (* 16. Oktober 1911 in Bühlertal; † 4. Januar 1990 in Bühl) war ein deutscher SS-Unterscharführer, der das dem KZ Auschwitz angegliederte Außenlager Günthergrube leitete. Im Zuge der Frankfurter Auschwitzprozesse wurde er aus Beweismangel freigesprochen.

## Leben
Der Bauernsohn bestritt seinen Lebensunterhalt mit Tätigkeiten in einer Spankorbfabrik. Er trat 1933 der SS bei, beantragte am 24. Mai 1937 die Aufnahme in die NSDAP und wurde rückwirkend zum 1. Mai desselben Jahres aufgenommen (Mitgliedsnummer 4.718.954). Während des Zweiten Weltkrieges war er ab Mitte 1940 bei der Wachmannschaft des KZ Flossenbürg eingesetzt. Im September 1942 wurde er zur Lager-SS in das KZ Auschwitz-Monowitz kommandiert, wo er zuletzt als Blockführer eingesetzt war. Zum Unterscharführer befördert, wurde er Anfang Februar 1944 Lagerführer des Außenlagers Günthergrube und blieb in dieser Funktion bis zur Evakuierung des KZ Auschwitz im Januar 1945. Bis zu 600 KZ-Häftlinge mussten in diesem Lager zur Kohleförderung Zwangsarbeit verrichten. Von Auschwitzüberlebenden wurde er als grausam und wortkarg charakterisiert.
Nach Kriegsende wurde er durch das Bezirksgericht in Krakau am 30. März 1948 zu einer sechsjährigen Haftstrafe verurteilt. Nachdem er 1953 aus polnischer Haft entlassen worden war, zog er wieder in seine Heimatstadt, wo er als Elektriker arbeitete. Ab dem 18. Dezember 1973 musste sich Frey zusammen mit dem ebenfalls angeklagten Willi Rudolf Sawatzki wegen NS-Gewaltverbrechen im KZ Auschwitz vor dem Schwurgericht am Landgericht Frankfurt am Main verantworten. Frey wurde beschuldigt, 1944 arbeitsunfähige Häftlinge selektiert und damit dem Tod ausgeliefert zu haben. Des Weiteren wurde ihm vorgeworfen, während der kriegsbedingten Evakuierung des Außenlagers Günthergrube am 19. Januar 1945 zwei Häftlinge erschossen zu haben, „weil sie einen Schlitten nicht schnell genug wendeten“. Aus Beweismangel wurde Frey am 25. November 1974 freigesprochen. Wenige Wochen zuvor hatte sich noch das katholische Pfarramt St. Michael in Bühlertal für Frey in einem Brief an den vorsitzenden Richter eingesetzt, da das Pfarramt nach Rücksprache mit Frey von dessen angeblicher Unschuld überzeugt sei.